# Ernest II de Suàbia
Ernest II (1010/1013 - † 17 d'agost de 1030) va ser duc de Suàbia de 1015 a 1030. Membre de la casa de Babenberg, el seu pare era Ernest I i la seva mare Gisela de Suàbia.
Sent Ernest el fill gran, va heretar del ducat a la mort del seu pare el 1015. La regència va ser assegurada per la seva mare, i després, gràcies al seu matrimoni amb Conrad el Sàlic, per Poppó, l'arquebisbe de Trèveris, que era el seu oncle.
El 1024 el marit de Gisela, Conrad, que s'havia casat el 1016 amb ella, va ser escollit rei dels Romans com a Conrad II. La influència que el rei exercia sobre Suàbia així com la rivalitat que oposava els dos homes a propòsit de la successió de Rodolf III de Borgonya va enverinar les seves relacions. Gisela era la neboda del rei, per la seva mare Gerberga i tant el seu fill com el seu marit tenien legítimes pretensions sobre el tron de Borgonya, ja que de manera versemblant el seu posseïdor moriria sense fills.
El 1025 Ernest, d'aproximadament una quinzena d'anys, va entrar en rebel·lió contra Conrad. Tanmateix, va ser derrotat el 1026 i es va rendir. Va participar llavors en l'expedició italiana del seu sogre de 1026 a 1027. Una vegada a Itàlia, Conrad va fer retornar a Ernest a Suàbia amb l'objectiu d'atropellar la resistència local que era sempre present. Però quan Ernest va arribar, es va ajuntar de nou a la revolta contra el rei posant Miecislau II Lambert al seu costat i aquest envaïa Saxònia el gener de 1028. Conrad es va revenjar en 1029 atacant sense èxit Bautzen i Lusàcia i va convèncer Oldřich de Bohèmia per atacar Moràvia, que prengué a Miecislau. Però la manca de suport de l'aristocràcia regional el va conduir una vegada més a la derrota. Va ser obligat de rendir-se i va ser empresonat. Gisela, agafada entre dos focs, va aconseguir obtenir que el seu fill no fos totalment humiliat. El títol de duc va ser conservat a aquest, però va ser probablement Gisela qui va assegurar la direcció efectiva del ducat mentre ell quedava empresonat.
El 1028, el fill de Conrad Enric III va ser coronat. En aquest moment gràcies a les peticions del seu germanastre Enric i de la seva mare, Ernest va poder ser alliberat, sense tanmateix recuperar la integritat dels seus drets. A la Dieta Imperial de la Pasqua de 1030, es van oferir a Ernest nous drets a condició que acceptés servir contra els enemics del rei. Era la seva darrera oportunitat. El seu rebuig, motivat probablement per la presència a l'altre camp del seu vell amic Werner de Kyburg, va signar la seva decadència. El títol de duc li va ser retirat. Poc temps després, en una batalla contra el bisbe de Constança, els dos amics van morir. Ernest va ser enterrat a Constança. El ducat de Suàbia va passar sota la direcció del seu jove germà Herman IV.